# Unione Sportiva Catanzaro 1929 2025-2026
Questa voce raccoglie le informazioni riguardanti l'Unione Sportiva Catanzaro nelle competizioni ufficiali della stagione 2025-2026.

## Stagione
La stagione 2025-2026 sarà per il Catanzaro la 31ª partecipazione nella seconda serie del Campionato italiano di calcio.
L'11 giugno 2025 viene annunciata la risoluzione contrattuale del mister Fabio Caserta; al suo posto, il 18 giugno, viene ufficializzato Alberto Aquilani.
I giallorossi svolgeranno il ritiro precampionato a Spiazzo, in provincia di Trento, dal 15 al 27 luglio 2025.
Il debutto stagionale è avvenuto il 15 agosto 2025 nei trentaduesimi di Coppa Italia in casa del Sassuolo, perdendo per 0 a 1 e venendo eliminato dal torneo.

## Divise e sponsor
Per la stagione 2024/2025 i Main Sponsor del Catanzaro saranno Master Coop e Main Solution, mentre Principe srl è il back jersey, mentre lo sponsor tecnico sarà EYE Sport. La BCC Calabria Ulteriore è lo sleeve sponsor.
| Casa | Trasferta | Terza divisa | Portiere |

## Organigramma societario
Tratto dal sito ufficiale.
Area direttiva
- Presidente: Floriano Noto
- Direttore generale: Paolo Morganti

Collegio Sindacale
- Presidente: Francesco Muraca
- Sindaco: Luciano Pirrò, Caterina Caputo
- Supplenti: Andrea Aceto, Francesco Leone

Area comunicazione e marketing
- Responsabile Marketing: Umberto De Stefano
- Responsabile Comunicazione: Davide Lamanna, Antonio Capria
- Area digital, grafica e contenuti multimediali: Alessandro Scuderi

Area organizzativa
- Segretario generale: Salvatore Conti
- Football Society Resp. Officer: : Nazario Sauro
- Team Manager: Antonino Scimone
- Amministrazione: Antonella Marchese, Federico Caliò

Area tecnica
- Direttore sportivo: Ciro Polito
- Allenatore: Alberto Aquilani
- Allenatore: Cristian Agnelli
- Collaboratori tecnici: Luigi Falcone, Raffaele Talotta, Giorgio Lucenti
- Preparatore atletico: Fabrizio Tafani, Fabrizio Besso, Antonio Raione
- Preparatore dei portieri: Fabrizio Lorieri
- Match analyst: Alessandro Rubichini

Area Sanitaria
- Responsabili Staff Medico: Dott. Massimo Iera
- Medici Sociali: Dott. Maurizio Caglioti
- Fisioterapista: Bruno Berardocco, Riccardo Leone

## Rosa
Tratto dal sito ufficiale della società e della Lega Serie B.

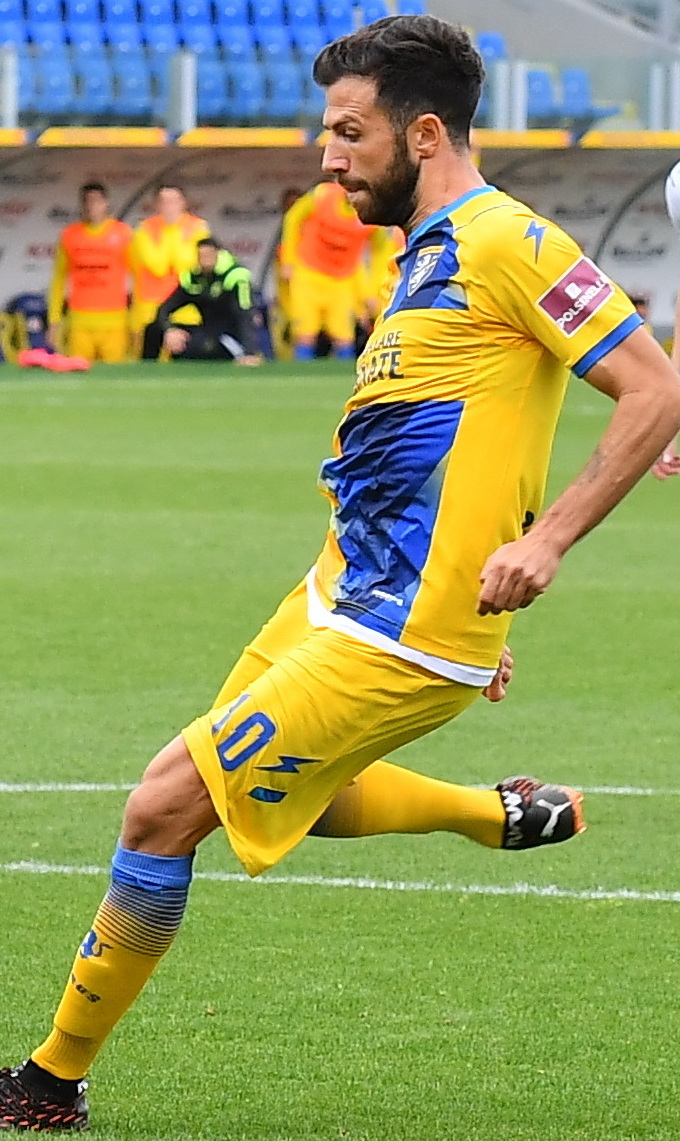
Pietro Iemmello, capitano dei giallorossi.

Rosa aggiornata all' 8 agosto 2025
| N. |                    | Ruolo | Calciatore                 |
| -- | ------------------ | ----- | -------------------------- |
| 1  | Italia (bandiera)  | P     | Christian Marietta         |
| 4  | Brasile (bandiera) | D     | Matias Antonini            |
| 5  | Albania (bandiera) | D     | Ervin Bashi                |
| 7  | Italia (bandiera)  | A     | Giovanni Volpe             |
| 8  | Italia (bandiera)  | A     | Filippo Pittarello         |
| 9  | Italia (bandiera)  | A     | Pietro Iemmello (capitano) |
| 10 | Italia (bandiera)  | C     | Jacopo Petriccione         |
| 14 | Italia (bandiera)  | C     | Mattia Liberali            |
| 17 | Italia (bandiera)  | D     | Gianluca Di Chiara         |
| 18 | Italia (bandiera)  | D     | Davide Bettella            |
| 19 | Italia (bandiera)  | C     | Patrick Nuamah             |
| 20 | Italia (bandiera)  | C     | Simone Pontisso            |
| 21 | Italia (bandiera)  | C     | Marco Pompetti             |
| 23 | Italia (bandiera)  | D     | Nicolò Brighenti           |

| N. |                       | Ruolo | Calciatore              |
| -- | --------------------- | ----- | ----------------------- |
| 22 | Italia (bandiera)     | P     | Mirko Pigliacelli       |
| 26 | Italia (bandiera)     | D     | Bruno Verrengia         |
| 27 | Italia (bandiera)     | C     | Costantino Favasuli     |
| 28 | Italia (bandiera)     | A     | Tommaso Biasci          |
| 30 | Italia (bandiera)     | C     | Gabriele Alesi          |
| 32 | Italia (bandiera)     | C     | Fabio Rispoli           |
| 33 | Italia (bandiera)     | D     | Mario Paura             |
| 45 | Italia (bandiera)     | A     | Nicolò Buso             |
| 61 | Madagascar (bandiera) | A     | Sayha Seha              |
| 62 | Italia (bandiera)     | D     | Ruggero Frosinini       |
| 63 | Italia (bandiera)     | A     | Gabriel Giacinto Rafele |
| 77 | Italia (bandiera)     | A     | Marco D'Alessandro      |
| 80 | Italia (bandiera)     | C     | Alphadjo Cissè          |
| 99 | Italia (bandiera)     | P     | Edoardo Borrelli        |

## Calciomercato

### Sessione estiva(dal 1º/7 al 1º/9)
| Acquisti         | Acquisti            | Acquisti            | Acquisti             |
| R.               | Nome                | da                  | Modalità             |
| ---------------- | ------------------- | ------------------- | -------------------- |
| P                | Christian Marietta  | AlbinoLeffe         | definitivo           |
| P                | Alfonso Rizzuto     | Ischia              | fine prestito        |
| D                | Bruno Verrengia     | Potenza             | fine prestito        |
| D                | Marcello Piras      | Crotone             | fine prestito        |
| D                | Gianluca Di Chiara  | Frosinone           | definitivo           |
| D                | Ruggero Frosinini   | Trento              | definitivo           |
| D                | Ervin Bashi         | Pro Patria          | definitivo           |
| D                | Davide Bettella     | Frosinone           | definitivo           |
| C                | Gabriele Alesi      | Milan Futuro        | definitivo           |
| C                | Fabio Rispoli       | Como                | prestito             |
| C                | Mattia Liberali     | Milan               | definitivo           |
| C                | Costantino Favasuli | Fiorentina          | definitivo           |
| C                | Alphadjo Cissè      | Verona              | prestito             |
| A                | Giovanni Volpe      | Audace Cerignola    | fine prestito        |
| A                | Sayha Seha          | Olympique Marsiglia | definitivo           |
| A                | Patrick Nuamah      | Sassuolo            | prestito             |
| Altre operazioni |                     |                     |                      |
| R.               | Nome                | a                   | Modalità             |
| D                | Federico Bonini     | Virtus Entella      | riscatto, 500 mila € |
| A                | Filippo Pittarello  | Cittadella          | riscatto, 600 mila € |
| A                | Nicolò Buso         | Lecco               | riscatto, 700 mila € |

| Cessioni         | Cessioni            | Cessioni            | Cessioni                 |
| R.               | Nome                | a                   | Modalità                 |
| ---------------- | ------------------- | ------------------- | ------------------------ |
| P                | Alfonso Rizzuto     | Audace Cerignola    | definitivo               |
| P                | Ludovico Gelmi      | Atalanta U23        | fine prestito            |
| D                | Giorgio Megna       | Nissa               | definitivo               |
| D                | Giacomo Quagliata   | Cremonese           | fine prestito            |
| D                | Marcello Piras      | Sorrento            | prestito                 |
| D                | Philipp Breit       | SPAL                | fine prestito            |
| D                | Christian Corradi   | Verona              | fine prestito            |
| D                | Tommaso Cassandro   | Como                | fine prestito            |
| D                | Stefano Scognamillo | Benevento           | definitivo               |
| D                | Federico Bonini     | Almería             | definitivo               |
| C                | Mario Šitum         | Lokomotiva Zagabria | definitivo               |
| C                | Rareș Ilie          | Nizza               | fine prestito            |
| C                | Riccardo Pagano     | Roma                | fine prestito            |
| C                | Mamadou Coulibaly   |                     | svincolato               |
| A                | Mattia Compagnon    | Juventus Next Gen   | fine prestito            |
| A                | Andrea La Mantia    |                     | svincolato               |
| A                | Demba Seck          | Torino              | fine prestito            |
| Altre operazioni |                     |                     |                          |
| R.               | Nome                | a                   | Modalità                 |
| P                | Andrea Fulignati    | Cremonese           | riscatto, 1,40 milioni € |
| C                | Jari Vandeputte     | Cremonese           | riscatto, 3,30 milioni € |
| C                | Īlias Koutsoupias   | Frosinone           | riscatto, 100 mila €     |

## Risultati

### Coppa Italia

#### Turni eliminatori
| Arbitro: | Turrini (Firenze) |

|          |           |  |
| Doig 32’ | Marcatori |  |

## Statistiche

### Statistiche di squadra
Statistiche aggiornate al 15 agosto 2025
| Competizione | Punti | In casa | In casa | In casa | In casa | In casa | In casa | In trasferta | In trasferta | In trasferta | In trasferta | In trasferta | In trasferta | Totale | Totale | Totale | Totale | Totale | Totale | DR |
| Competizione | Punti | G       | V       | N       | P       | Gf      | Gs      | G            | V            | N            | P            | Gf           | Gs           | G      | V      | N      | P      | Gf     | Gs     | DR |
| ------------ | ----- | ------- | ------- | ------- | ------- | ------- | ------- | ------------ | ------------ | ------------ | ------------ | ------------ | ------------ | ------ | ------ | ------ | ------ | ------ | ------ | -- |
| Serie B      | -     | -       | -       | -       | -       | -       | -       | -            | -            | -            | -            | -            | -            | -      | -      | -      | -      | -      | -      | -  |
| Coppa Italia | -     | 0       | 0       | 0       | 0       | 0       | 0       | 1            | 0            | 0            | 1            | 0            | 1            | 1      | 0      | 0      | 1      | 0      | 1      | -1 |
| Totale       | 0     | 0       | 0       | 0       | 0       | 0       | 1       | 0            | 0            | 1            | 0            | 1            | 1            | 0      | 0      | 1      | 0      | 1      | 1      | -1 |

### Andamento in campionato
| Giornata  | 1 | 2 | 3 | 4 | 5 | 6 | 7 | 8 | 9 | 10 | 11 | 12 | 13 | 14 | 15 | 16 | 17 | 18 | 19 | 20 | 21 | 22 | 23 | 24 | 25 | 26 | 27 | 28 | 29 | 30 | 31 | 32 | 33 | 34 | 35 | 36 | 37 | 38 |
| --------- | - | - | - | - | - | - | - | - | - | -- | -- | -- | -- | -- | -- | -- | -- | -- | -- | -- | -- | -- | -- | -- | -- | -- | -- | -- | -- | -- | -- | -- | -- | -- | -- | -- | -- | -- |
| Luogo     |   |   |   |   |   |   |   |   |   |    |    |    |    |    |    |    |    |    |    |    |    |    |    |    |    |    |    |    |    |    |    |    |    |    |    |    |    |    |
| Risultato |   |   |   |   |   |   |   |   |   |    |    |    |    |    |    |    |    |    |    |    |    |    |    |    |    |    |    |    |    |    |    |    |    |    |    |    |    |    |
| Posizione |   |   |   |   |   |   |   |   |   |    |    |    |    |    |    |    |    |    |    |    |    |    |    |    |    |    |    |    |    |    |    |    |    |    |    |    |    |    |

Fonte: Lega Serie B
Legenda:

Luogo: N = Campo neutro; C = Casa; T = Trasferta. Risultato: V = Vittoria; N = Pareggio; S = Sconfitta.
- = Turno di riposo.

### Statistiche dei giocatori
In corsivo i calciatori ceduti a stagione in corso.
| Giocatore       | Serie B  | Serie B | Serie B     | Serie B    | Coppa Italia | Coppa Italia | Coppa Italia | Coppa Italia | Totale   | Totale | Totale      | Totale     |
| Giocatore       | Presenze | Reti    | Ammonizioni | Espulsioni | Presenze     | Reti         | Ammonizioni  | Espulsioni   | Presenze | Reti   | Ammonizioni | Espulsioni |
| --------------- | -------- | ------- | ----------- | ---------- | ------------ | ------------ | ------------ | ------------ | -------- | ------ | ----------- | ---------- |
| G. Alesi        | 0        | 0       | 0           | 0          | 0            | 0            | 0            | 0            | 0        | 0      | 0           | 0          |
| M. Antonini     | 0        | 0       | 0           | 0          | 1            | 0            | 0            | 0            | 1        | 0      | 0           | 0          |
| E. Bashi        | 0        | 0       | 0           | 0          | 0            | 0            | 0            | 0            | 0        | 0      | 0           | 0          |
| D. Bettella     | 0        | 0       | 0           | 0          | 1            | 0            | 0            | 0            | 1        | 0      | 0           | 0          |
| T. Biasci       | 0        | 0       | 0           | 0          | 0            | 0            | 0            | 0            | 0        | 0      | 0           | 0          |
| E. Borrelli     | 0        | -0      | 0           | 0          | 0            | -0           | 0            | 0            | 0        | -0     | 0           | 0          |
| N. Brighenti    | 0        | 0       | 0           | 0          | 1            | 0            | 0            | 0            | 1        | 0      | 0           | 0          |
| N. Buso         | 0        | 0       | 0           | 0          | 1            | 0            | 0            | 0            | 1        | 0      | 0           | 0          |
| A. Cissè        | 0        | 0       | 0           | 0          | 0            | 0            | 0            | 0            | 0        | 0      | 0           | 0          |
| M. D'Alessandro | 0        | 0       | 0           | 0          | 1            | 0            | 0            | 0            | 1        | 0      | 0           | 0          |
| G. Di Chiara    | 0        | 0       | 0           | 0          | 1            | 0            | 0            | 0            | 1        | 0      | 0           | 0          |
| C. Favasuli     | 0        | 0       | 0           | 0          | 1            | 0            | 0            | 0            | 1        | 0      | 0           | 0          |
| R. Frosinini    | 0        | 0       | 0           | 0          | 1            | 0            | 0            | 0            | 1        | 0      | 0           | 0          |
| P. Iemmello     | 0        | 0       | 0           | 0          | 1            | 0            | 0            | 0            | 1        | 0      | 0           | 0          |
| M. Liberali     | 0        | 0       | 0           | 0          | 1            | 0            | 0            | 0            | 1        | 0      | 0           | 0          |
| F.K. Maiolo     | 0        | 0       | 0           | 0          | 0            | 0            | 0            | 0            | 0        | 0      | 0           | 0          |
| C. Marietta     | 0        | 0       | 0           | 0          | 0            | 0            | 0            | 0            | 0        | 0      | 0           | 0          |
| P. Nuamah       | 0        | 0       | 0           | 0          | 1            | 0            | 0            | 0            | 1        | 0      | 0           | 0          |
| J. Petriccione  | 0        | 0       | 0           | 0          | 1            | 0            | 0            | 0            | 1        | 0      | 0           | 0          |
| M. Pigliacelli  | 0        | -0      | 0           | 0          | 1            | -1           | 0            | 0            | 1        | -1     | 0           | 0          |
| F. Pittarello   | 0        | 0       | 0           | 0          | 1            | 0            | 0            | 0            | 1        | 0      | 0           | 0          |
| M. Pompetti     | 0        | 0       | 0           | 0          | 0            | 0            | 0            | 0            | 0        | 0      | 0           | 0          |
| S. Pontisso     | 0        | 0       | 0           | 0          | 1            | 0            | 0            | 0            | 1        | 0      | 0           | 0          |
| G. Rafele       | 0        | 0       | 0           | 0          | 0            | 0            | 0            | 0            | 0        | 0      | 0           | 0          |
| F. Rispoli      | 0        | 0       | 0           | 0          | 1            | 0            | 0            | 0            | 1        | 0      | 0           | 0          |
| S. Seha         | 0        | 0       | 0           | 0          | 0            | 0            | 0            | 0            | 0        | 0      | 0           | 0          |
| B. Verrengia    | 0        | 0       | 0           | 0          | 0            | 0            | 0            | 0            | 0        | 0      | 0           | 0          |
| G. Volpe        | 0        | 0       | 0           | 0          | 0            | 0            | 0            | 0            | 0        | 0      | 0           | 0          |

## Giovanili
Tratto dal sito ufficiale della società.

### Organigramma
Area direttiva
- Responsabile Gestione Aziendale: Frank Mario Santacroce
- Responsabile del settore giovanile: Carmelo Moro
- Responsabile Tecnico e Scouting: Massimo Bava
- Responsabile Area Portieri: Francesco Parrotta
- Responsabile Attività di base: Salvatore Ferreri

Allievi Nazionali Under-16
- Allenatore: Giulio Spader[65]
- Collaboratore tecnico: Simone Mirarchi
- Preparatore dei portieri: Amedeo Amelio
- Preparatore Atletico: Marco De Siena
- Dirigente accompagnatore: Maurizio Bellacoscia
- Allenatore:

Primavera 2
- Allenatore: Massimo Costantino[66]
- Collaboratore tecnico: Francesco Morello
- Preparatore atletico: Antonio Raione[67]
- Preparatore dei portieri: Francesco Parrotta
- Dirigente accompagnatore: Pierpaolo Vallone

Giovanissimi Nazionali Under-15
- Allenatore: Mario Pezzano[65]
- Preparatore atletico: Vincenzo Grisolia
- Preparatore dei portieri: Gianfranco Fristachi
- Dirigente accompagnatore: Angelo Tavano, Domenico Cosco

Allievi Nazionali Under-17
- Allenatore: Rosario Salerno[65]
- Collaboratore tecnico: Alfredo Guido
- Preparatore dei portieri: Francesco Parrotta
- Preparatore Atletico: Natalino Cavalcante
- Dirigente accompagnatore: Francesco Lamanna

Giovanissimi Professionisti Under-14
- Allenatore: Massimo Cirillo[65]

Esordienti Professionisti Under-13
- Allenatore: Luigi Gemelli[67][68][69]

### Piazzamenti
- Primavera: 
  - Campionato:
  - Coppa Italia:
- Under-17:
  - Campionato:
- Under-16:
  - Campionato:
- Under-15:
  - Campionato: